# Selftape
Selftape (estilitzada com selftape sense la S majúscula) és una sèrie de televisió catalana de comèdia dramàtica creada i protagonitzada per Joana i Mireia Vilapuig per a Filmin. Està produïda per Filmax. Es va estrenar a la plataforma de Filmin el 4 d'abril de 2023.

## Trama
Les germanes Joana (Joana Vilapuig) i Mireia (Mireia Vilapuig), estrelles infantils de la sèrie d'èxit Polseres vermelles, són dues joves actrius que van conèixer l'èxit i la fama des de molt petites.
Anys després, la Mireia torna a Barcelona després de triomfar com a actriu a Oslo. La freda rebuda de la seva germana Joana no és el que s'esperava. Incapaces de comunicar-se i arreglar les coses, tot fa un tomb quan a la Mireia li ofereixen un paper que havia de fer la Joana.
A partir d'aquest moment sortiran a la llum els secrets, mentides i traumes del passat que obligaran les dues germanes a replantejar molts aspectes personals de les seves vides, com el treball, l'amor, l'amistat o la seva pròpia relació.

## Repartiment
- Joana Vilapuig com a Joana
- Mireia Vilapug com a Mireia
- Lluís Marquès com a Marc
- Marc Ribera com a Rubén
- Yolanda Sey com a Gina

## Episodis
| Núm. | Títol       | Direcció      | Guió                                                                            | Data d'estrena original |
| ---- | ----------- | ------------- | ------------------------------------------------------------------------------- | ----------------------- |
| 1    | «Episodi 1» | Bàrbara Farré | Iván Mercadé, Joana Vilapuig, Mireia Vilapuig, Clara Esparrach i Carlos Robisco | 4 d'abril de 2023       |
| 2    | «Episodi 2» | Bàrbara Farré | Iván Mercadé, Joana Vilapuig, Mireia Vilapuig, Clara Esparrach i Carlos Robisco | 4 d'abril de 2023       |
| 3    | «Episodi 3» | Bàrbara Farré | Iván Mercadé, Joana Vilapuig, Mireia Vilapuig, Clara Esparrach i Carlos Robisco | 4 d'abril de 2023       |
| 4    | «Episodi 4» | Bàrbara Farré | Iván Mercadé, Joana Vilapuig, Mireia Vilapuig, Clara Esparrach i Carlos Robisco | 4 d'abril de 2023       |
| 5    | «Episodi 5» | Bàrbara Farré | Iván Mercadé, Joana Vilapuig, Mireia Vilapuig, Clara Esparrach i Carlos Robisco | 4 d'abril de 2023       |
| 6    | «Episodi 6» | Bàrbara Farré | Iván Mercadé, Joana Vilapuig, Mireia Vilapuig, Clara Esparrach i Carlos Robisco | 4 d'abril de 2023       |

## Producció
El 7 de setembre de 2022, Filmin va anunciar la que llavors seria la seva segona sèrie original (encara que Autodefensa, que es va anunciar un mes després, acabaria estrenant-se primer), titulada selftape, creada i protagonitzada per les germanes actrius Joana i Mireia Vilapuig, i produïda per Filmax.

## Llançament i màrqueting
El setembre de 2022, quan Filmin va anunciar la sèrie per primera vegada, va calcular que Selftape s'estrenaria durant el primer trimestre de 2023. El 31 de gener de 2023, Filmin va confirmar que la sèrie s'estrenaria el 4 d'abril de 2023.

## Rebuda
El periodista Víctor Rodrigo va qualificar la sèrie d'«excel·lent exercici de metarealitat, autocrítica i introspecció personal». Rodriga afirma: «La base de la sèrie és el crit de venjança que les Vilapuig llencen contra tot el seu passat després de l'èxit de Polseres vermelles. Contra les mirades, les preguntes, els futurs robats, els lligams trencats i els abusos patits durant més d'una dècada».
El crític Toni de la Torre la va descriure com un «retrat realista del dia a dia d’una actriu i els alts i baixos implícits en la professió i la cara més desagradable del fet de tenir èxit i ser conegudes».